# Ombline Desbassayns

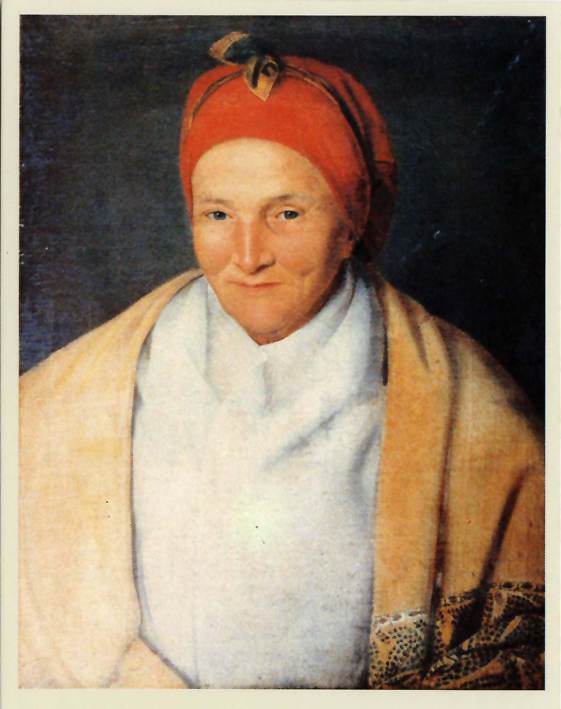
Ombline Desbassayns

Marie-Anne Thérèse Ombline Desbassayns (* 3. Juli 1755; † 4. Februar 1846 in Saint-Gilles-les-Hauts) war eine Plantagenbesitzerin auf Réunion im Indischen Ozean. Sie gilt als Symbol der Sklaverei auf Réunion.

## Leben
Sie wurde als einzige Tochter des wohlhabenden Bauern Julien Gonneau geboren. Ihre Mutter verstarb bei der Geburt. Die Erziehung übernahm ihre Tante mütterlicherseits, Jeanne Raux. Diese war die Ehefrau des Gendarmen Jean-Baptiste Hoareau, der am 20. Mai 1757 die Vormundschaft übernahm. Ein Pfarrer brachte ihr Lesen, Rechnen und Schreiben bei. Eine weitergehende Ausbildung erhielt sie nicht. Noch im Alter von 14 Jahren heiratete sie am 28. Mai 1770 den 38-jährigen Henri Paulin Panon Desbassayns. Aus der Ehe gingen elf Kinder, sechs Töchter und fünf Söhne, hervor. Ihr Mann verstarb am 11. Oktober 1800, und sie übernahm die Leitung der großen Plantage, die durch Sklaven bewirtschaftet wurde. Sie setzte ihren späteren Schwiegersohn Jean-Baptiste de Villèle (1780–1848) als Verwalter ein. 1822 übernahm dessen Sohn Charles diese Funktion, der den Anbau von Zuckerrohr verstärkte, wobei sie veranlasste, das weiterhin auch übliche Lebensmittel, vor allem Mais, angebaut wurden. Sie führte moderne Techniken wie die Dampfmaschine ein und begründete die benachbarte Zuckerfabrik Desbassayns. Es gibt zeitgenössische Berichte, die von einem bösen Umgang mit Sklaven wie körperlichen Züchtigungen berichten, wobei auch gegenteilige Behauptungen erhoben wurden. Sie lebte im Herrenhaus Maison de Maître.
Im August 1813 traf sie bei einem kurzen Aufenthalt auf Mauritius den britischen Generalgouverneur von Indien. Sie engagierte sie für soziale Zwecke und veranlasste 1841 den Bau der katholischen Chapelle Pointue.
Bei ihrem Tod im Alter von 90 Jahren war sie wohlhabend und galt als hochgeachtet.

## Bewertungen nach ihrem Tod
Nach ihrem Tod wurde ihr langjähriges Wirken verklärt. Insbesondere wurde ihr ein entscheidender Anteil daran zugesprochen, das Saint-Paul im Jahr 1809 nicht von britischen Truppen zerstört wurde. Angeblich hätte sie britische Offiziere so gut gepflegt und behandelt, dass die Briten aus Anerkennung und Respekt von der Zerstörung der Stadt Abstand nahmen. Tatsächlich hatte der Gouverneur der Insel auf Drängen der Einwohner der Stadt kapituliert. Der Gouverneur, der mit ihr familiär verbunden war, beging Selbstmord.

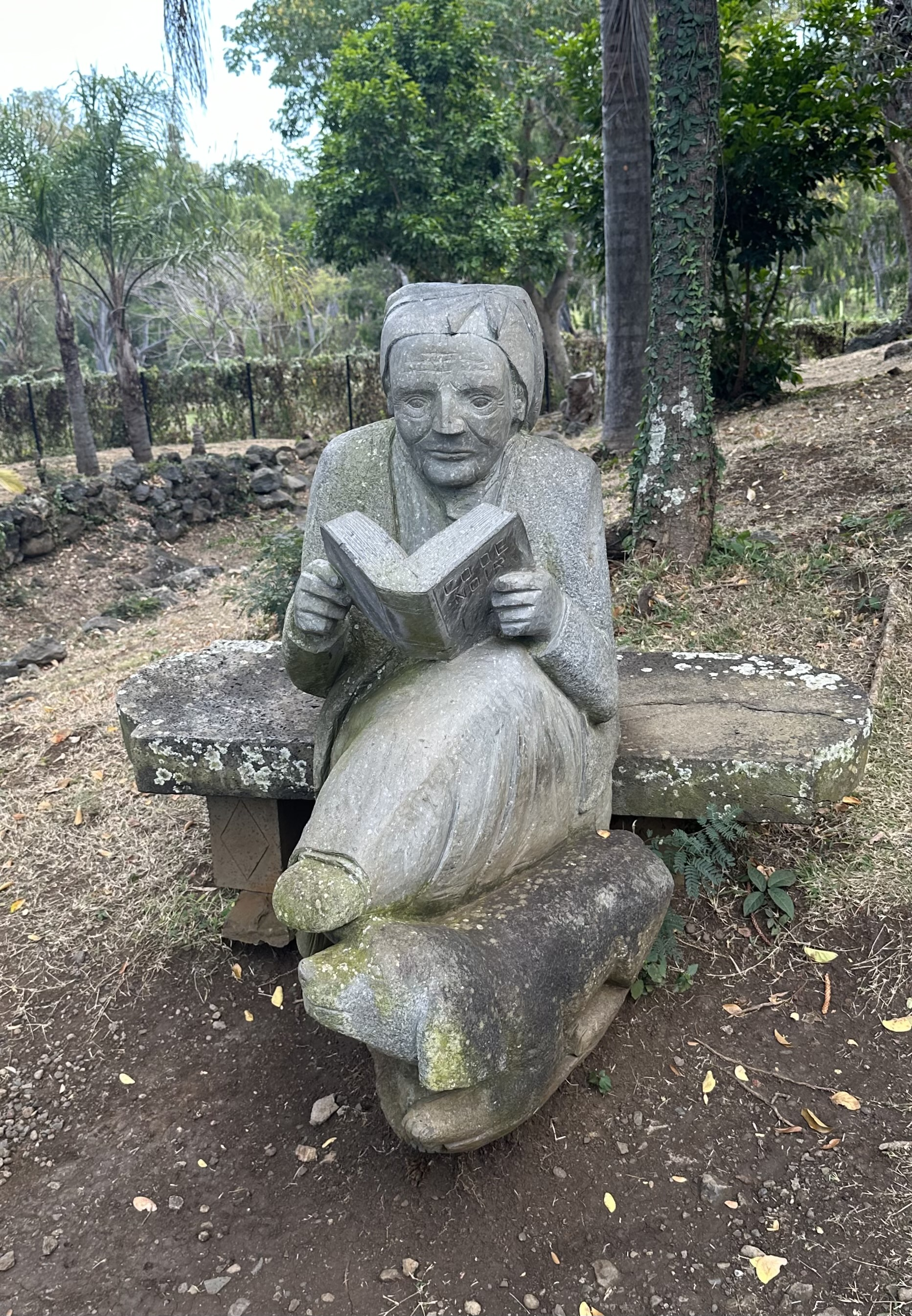
Skulptur der Madame Desbassayns, 2024

Die jahrzehntelange Verklärung und Legendenbildung schlug ab etwa 1910 in das Gegenteil um. Es rückte nun ihre Eigenschaft als Sklavenhalterin in den Mittelpunkt. Bei Bauarbeiten wurde festgestellt, dass die Verfugung von Steinen in einer alten Küche eine rötliche Färbung hatte. Dies wurde dahingehend interpretiert, dass zur Verfugung auch das Blut von Sklaven verwendet wurde und verbreitete sich als Gerücht. Erst deutlich später, ab 1970, wurde sie dann zu einem bekannten Symbol für die Tyrannei der Sklaverei und einer rücksichtslosen Sklavenhalterin. In dieser Zeit wurde in Réunion die Kolonial- und Sklavereigeschichte der Insel aufgearbeitet und politisch diskutiert. Mündliche Überlieferungen von Nachfahren der Sklaven wurden als authentisch betrachtet und zeichneten das Bild einer autoritären Frau ohne Menschlichkeit. Es gibt Behauptungen, sie hätte Babys von Sklaven an Schweine verfüttert. Letztlich stehen die unterschiedlichen Legenden gegeneinander, wobei davon auszugehen ist, dass die Führung der großen Plantage tatsächlich mit einem harten Vorgehen gegen die Sklaven der Plantage einherging.
2006 wurde die sie darstellende Skulptur der Madame Desbassayns nahe ihrem heute als Museum genutzten Wohnhaus aufgestellt.